# Asociación Feminista del Paraguay
Asociación Feminista del Paraguay var en förening för kvinnors rättigheter i Paraguay, grundad 1929. 
Föreningens syfte var en lagreform om kvinnors medborgerliga och politiska rättigheter. Bland dess medlemmar nämns Elida Ugarriza, Virginia Corvalán, María Felicidad González, Isabel Llamosas de Alvarenga, Carmen Gatti och Josefina Pastor. De hade stöd av en del politiker, så som  Telémaco Silvera, Juan Vicente Ramírez, Justo Pastor Benítez, Pablo Max Ynsfrán och Anselmo Jover Peralta. 
Kvinnorörelsen i Paraguay var länge splittrad och lyckades inte organisera sig i en varaktig förening förrän på 1950-talet. 